# Claude Jordery
 (janvier 2020).
Si vous disposez d'ouvrages ou d'articles de référence ou si vous connaissez des sites web de qualité traitant du thème abordé ici, merci de compléter l'article en donnant les références utiles à sa vérifiabilité et en les liant à la section « Notes et références ».
Claude Jordery est un homme politique socialiste et résistant français, né le 3 mars 1876 au Creusot et mort en déportation, le 9 février 1945, au camp de concentration nazi de Bergen-Belsen.

## Biographie
Issu d'un milieu modeste, Claude Jordery fait ses études primaires, puis devient ouvrier ajusteur aux usines Schneider et Cie. En 1900, il est licencié pour avoir fait grève, avec une centaine d'autres ouvriers. Il quitte la Saône-et-Loire, afin de pouvoir trouver un nouvel emploi. Il choisit Oullins et travaille dans les ateliers de la Compagnie des chemins de fer de Paris à Lyon et à la Méditerranée (PLM). Il y est syndicaliste à la CGT. En 1910, il est de nouveau licencié pour grève, et travaille ensuite à Lyon, dans le quartier de Perrache, comme chef d'équipe dans un atelier. Il adhère à la Section française de l'Internationale ouvrière (SFIO).
Il est élu conseiller municipal socialiste d'Oullins en 1912, puis maire de cette commune en 1919. Il démissionne alors de son emploi pour se consacrer entièrement à sa tâche d'édile. Il la conserve sans interruption jusqu'en 1940.
Il est l'un des fondateurs du Patronage Scolaire Laïque d'Oullins en 1912, association régie par la loi de 1901 et qui est devenue l'une des plus importantes du Rhône tant sur le plan sportif que culturel et social.
Après le congrès de Tours, Claude Jordery rejoint le Parti communiste, mais il n'y milite que quelques mois et ne joue aucun rôle notable. Il est exclu en juillet 1924 et rejoint la SFIO.
En 1932, il est élu conseiller général, mandat qu'il exerce également jusqu'en 1940. En 1933, il manifeste son hostilité au néo-socialisme de Marcel Déat et lutte contre son influence. En mai 1936, il devient député dans le cadre du Front populaire. Lors de la signature du pacte germano-soviétique, il manifeste publiquement sa condamnation de ce traité.
Le 10 juillet 1940, il vote contre les pleins pouvoirs à Philippe Pétain, ce qui lui vaut d'être révoqué de ses fonctions par le régime de Vichy. Il s'engage dans la Résistance et fait partie de la direction régionale du Front national.
En avril 1944, Claude Jordery est arrêté par la Milice et la Gestapo. Il est déporté à Bergen-Belsen, où il meurt.